# Кијевски историјски музеј
Кијевски историјски музеј (укр. Музей історії Києва) је музеј у Кијеву који је први пут отворен 1979. године. Садржи много изложби историјских артефаката из града и околине посвећени историји Кијева.

## Историјат
Први пут је основан новембра 1978, а своје прве делове је отворио почетком 1979. године. У то време је углавном имао археолошке колекције из Института за археологију у Совјетској Украјини, укључујући артефакте валуте, културне предмете, старе слике и разгледнице. За неколико година, колекција се проширила на око 36.000 предмета и био јој је потребан већи простор. 
Музеј се убрзо преселио на нову локацију у палату Клов и поново је отворен 1982. године. У палати је остао више од двадесет година и имао је укупно осамнаест изложбених сала. Убрзо је постао главна културна институција у Кијеву. Међутим, Влада Украјине је 11. августа 2003. усвојила декрет бр. 506 којим је палата постала нова локација за Врховни суд Украјине. Музеј је убрзо затворен, до марта 2004, и поново отворен касније те године у Украјинском дому.
Јуна 2012. је музеј поново затворен због пресељења, а 22. августа исте године је поново отворен на својој тренутној локацији.

## Галерија изложби
- Плоча из кијевске Межихирске фабрике фајанса
- Буздован из краја 17. века
- Азбучник из Москве 1637. године
- Значка дипломираног КПИ-ја[3][4]
- Религиозна слика
- Скулптура арханђела Михаила
- Шоља из гробова Бикивња
- Отварање изложбе посвећене палим војницима у рату у Донбасу
- Представа „Црни командант” у оквиру Кијевске недеље уметности
- Иван Марчук на отварању изложбе
- Певачица групе Онука наступа на изложби
- Изложба о Пуриму
- Украјинско–либанска изложба „Тријумф црне боје”
- Ликовна критичарка Хана Владимирска на отварању изложбе
- Фестивал „Скандинавска ноћ”
- Телевизијски водитељ на отварању изложбе фотографија
- Лутка Џека Николсона на изложби
- Слика уметника Клаудија Росатија на изложби
- Певачица Алина Паш наступа на изложби УН посвећеној апатридима
- Композитор Јевгениј Хмара на отварању изложбе
- Украјинско–америчка сликарка Ола Рондијак на отварању изложбе „Метаморфоза”